# 三菱日聯銀行

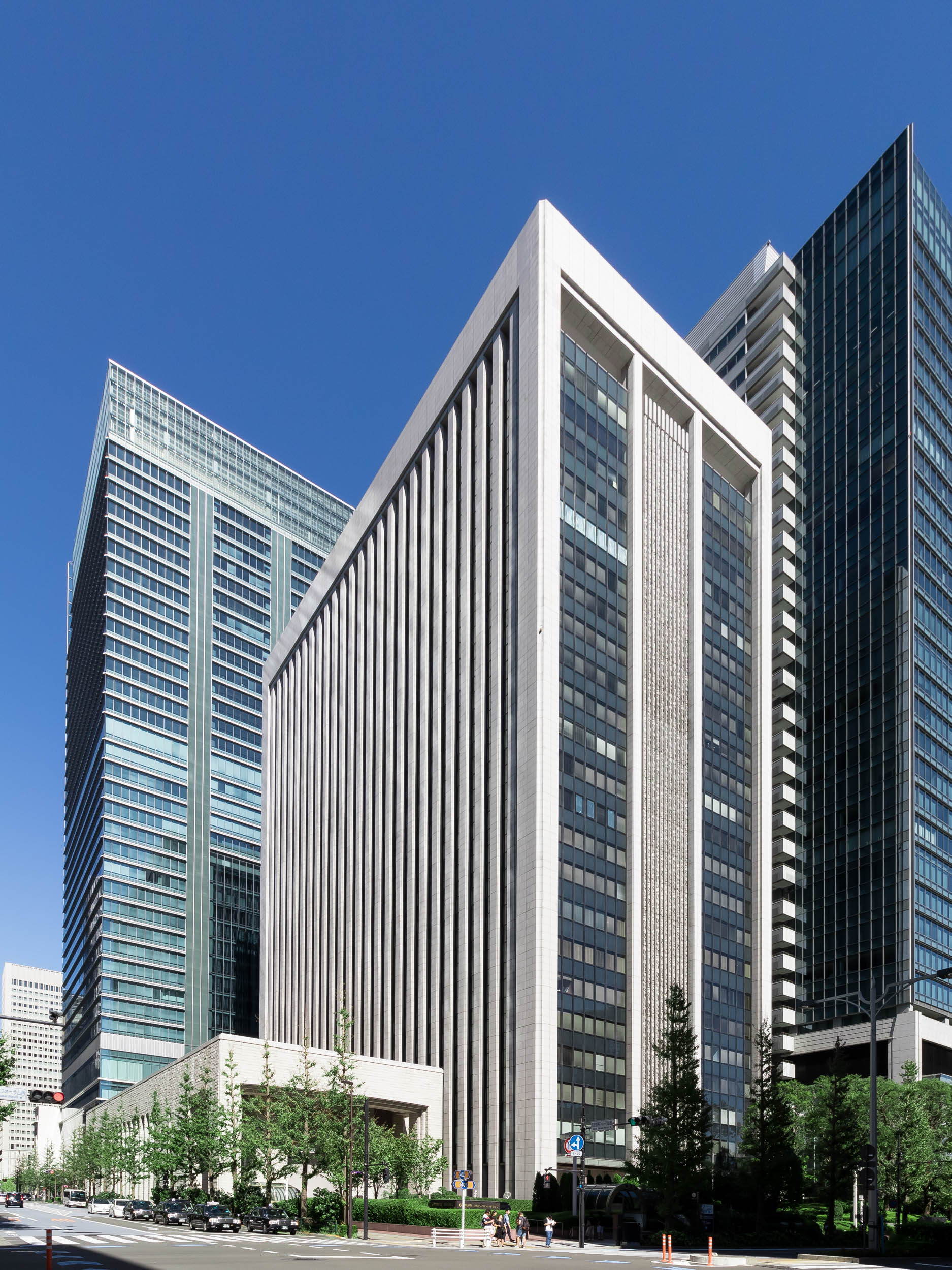
位於東京大手町的三菱UFJ銀行總行

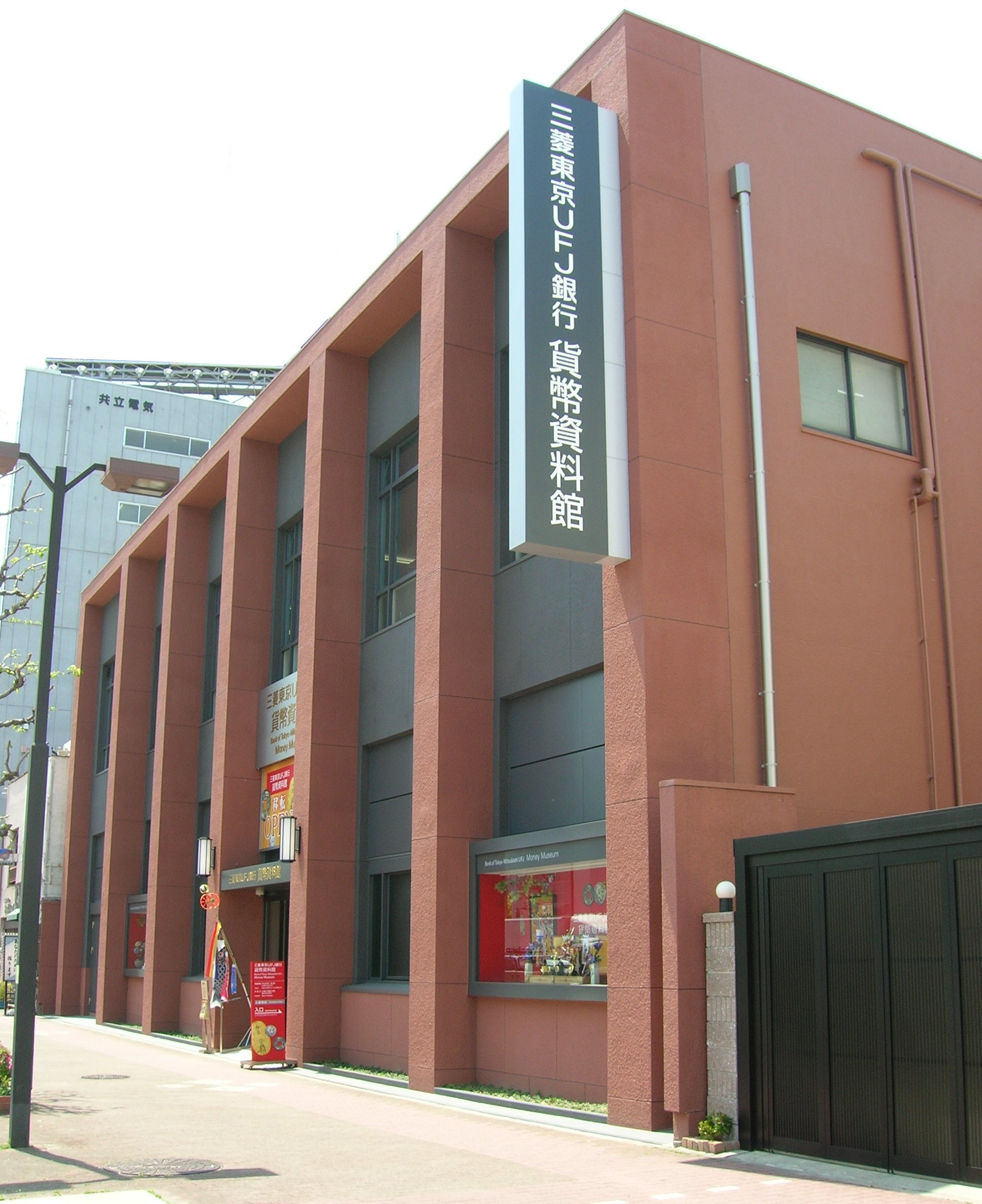
UFJ銀行主辦的貨幣博物館

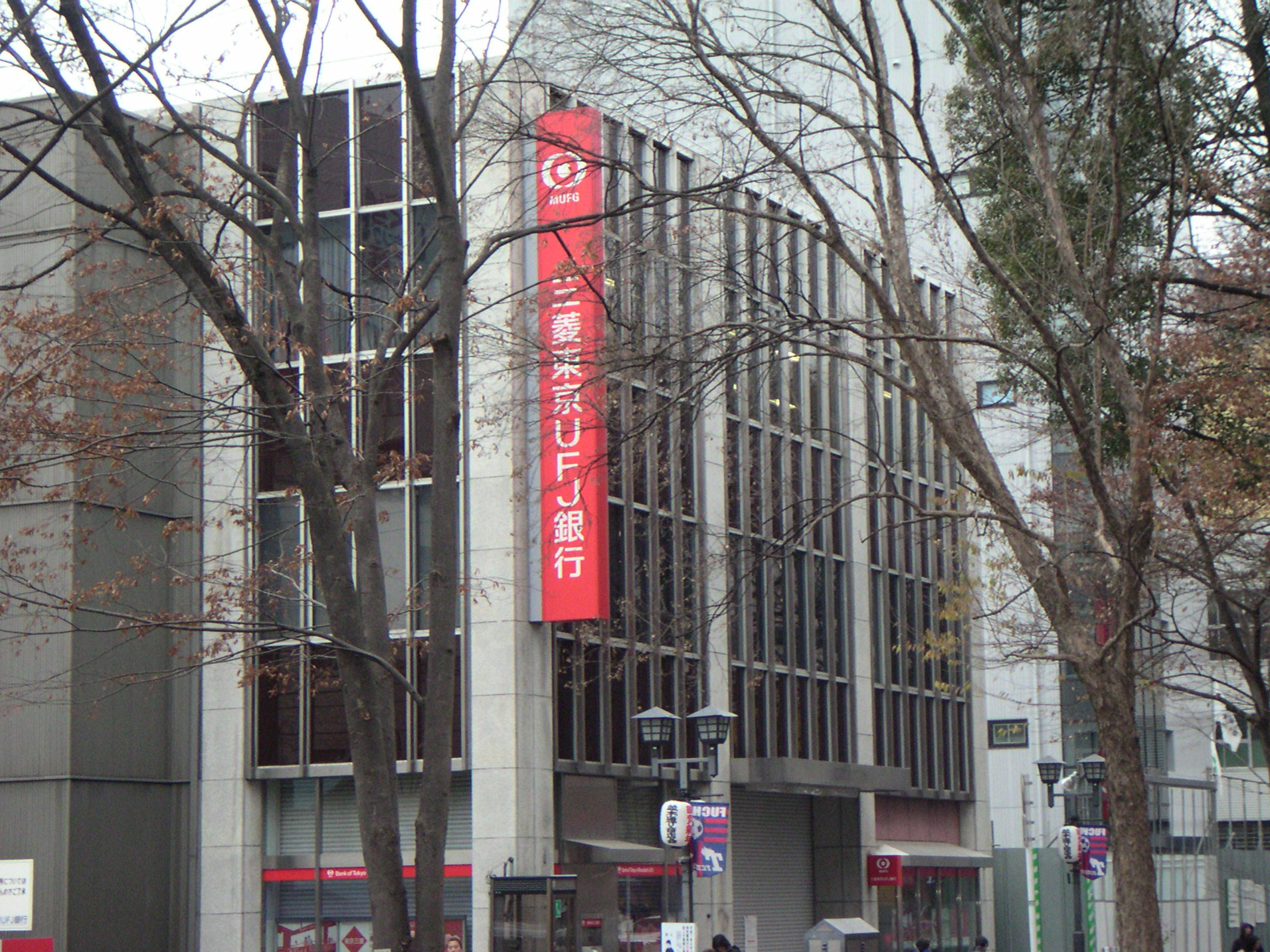
東京都府中分行

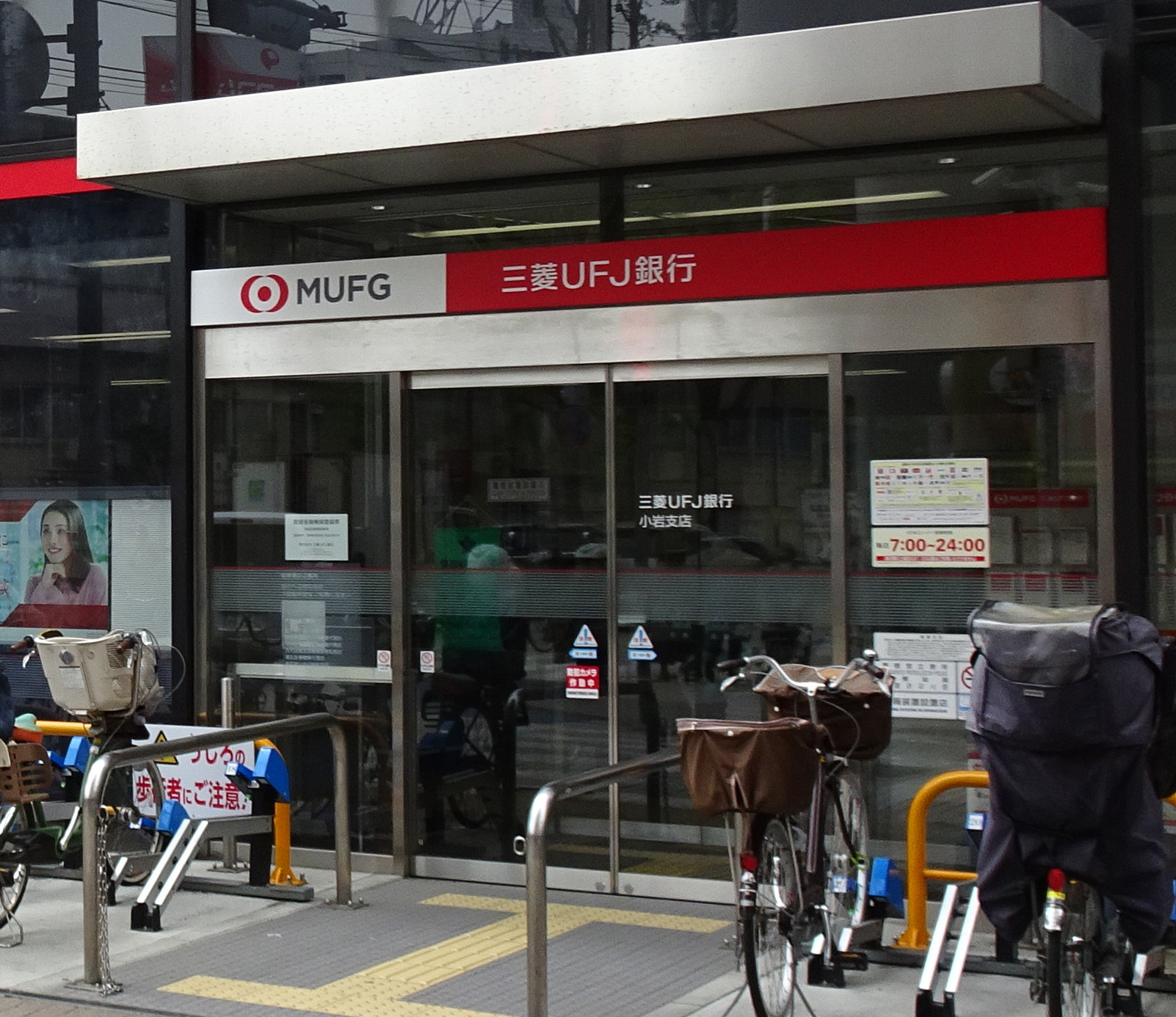
小岩分行，圖中可見招牌已更換為新行名樣式

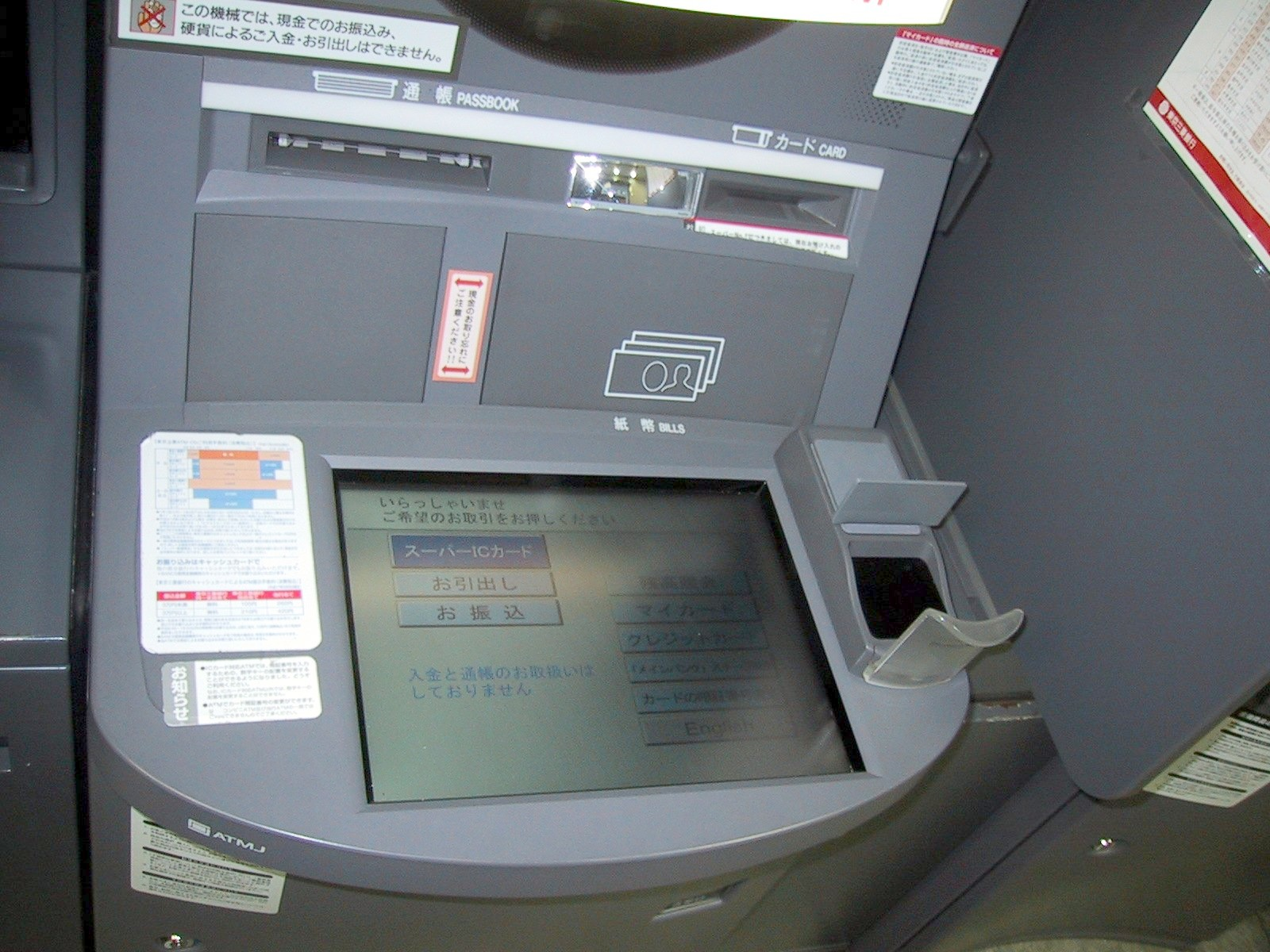
日本首创带有手掌静脉识别功能的ATM，可提高用户的安全性

三菱日聯銀行（日语：／ mitsubishi yūefujei ginkō */?）是日本一家都市銀行，由東京三菱銀行與日聯銀行在2006年1月1日合併而成，隸屬日本資產最庞大的金融集團三菱日聯金融集團旗下，金融机构编号0005。以資產計，該行是日本最大的銀行，總行位於東京都內鄰近皇居的丸之內商業區。

## 前身
三菱日联银行由東京三菱銀行與日联银行合併而成，於2006年1月1日成立，當時名稱為「三菱東京日联銀行」（日语：／ mitsubishi tōkyō yūefujei ginkō */?），2018年4月1日改為現名。

### 東京三菱銀行
株式會社東京三菱銀行（株式会社東京三菱銀行），為三菱日联金融集團的成員之一，亦是三菱集團的子公司之一。前身是三菱銀行（株式会社三菱銀行），創立於1919年8月25日，和東京銀行（株式会社東京銀行），一家以外匯為主要業務的銀行，在1946年由被駐日盟軍總司令部（GHQ）強制解散的橫濱正金銀行的資產為基礎成立。

### 日联銀行
日联銀行（株式会社UFJ銀行），成立於2002年，由位於大阪的株式會社三和銀行（株式会社三和銀行）與位於名古屋的株式會社東海銀行（株式会社東海銀行）所合併組成。
因其前母公司日联控股與東京三菱金融集團在2005年10月1日的合併，而成為日本資產最多的金融機構「三菱日联金融集團」的一部份。

## 歷史
- 1880年－三菱為換店由郵便汽船三菱會社（現今之日本郵船）中分離獨立成立。
- 1885年－三菱為換店關閉。該處所有職員調配至第百十九國立銀行。
- 1895年－設立三菱合資社會銀行部，承繼了第百十九國立銀行之所有業務。
- 1919年－設立株式會社三菱銀行，承繼了三菱合資社會銀行部之所有業務。
- 1929年－三菱銀行合併了株式會社森村银行。[2]
- 1933年－株式會社三十四銀行、株式會社山口銀行和株式會社鴻池銀行進行整併，成為株式會社三和銀行。
- 1940年－三菱銀行合併了株式會社金原銀行。
- 1941年－株式會社愛知銀行、株式會社名古屋銀行和株式會社伊藤銀行進行整併，成為株式會社東海銀行。
- 1942年－三菱銀行合併了株式會社東京中野銀行。
- 1942年－三和銀行與阪南銀行進行分割合併。
- 1943年－三菱銀行合併了株式會社第百銀行。
- 1945年－三和銀行與三和信託株式會社及株式會社大同銀行進行合併。
- 1945年－東海銀行與株式會社岡崎銀行、株式會社稻澤銀行及株式會社大野銀行進行合併。
- 1945年－三和銀行與株式會社大和田銀行進行合併。
- 1946年－株式會社横濱正金銀行成立了該行子公司－株式會社東京銀行，並將原有之普通銀行業務移交至該子公司內。
- 1948年－三菱銀行因故更名，「三菱」一詞無法使用而改稱為千代田銀行。
- 1951年～1952年－三和銀行在大阪府南部之部分分行讓渡給泉州銀行。
- 1953年－千代田銀行公司名稱改回成三菱銀行。
- 1954年－東京銀行依據日本外匯銀行法轉換成專業外匯交易銀行。日本國內大部分之分行則讓渡給了第一銀行、三井銀行、大和銀行等數行。
- 1960年－三和銀行將行下之信託部門轉讓至東洋信託银行株式會社（現今之三菱日聯信託银行株式會社）。
- 1962年－東海銀行將行下之信託部門轉讓至中央信託银行株式會社（現今之中央三井信託银行株式會社）。
- 1967年－三菱銀行成立“株式會社鑽石信用”，隨後改稱DC卡，為現今之三菱日聯Nicos（三菱UFJニコス株式会社）。
- 1968年－東海銀行成立“株式會社百萬卡服務”，為現今之三菱日聯Nicos（三菱UFJニコス株式会社）。
- 1991年－東海銀行合併了三和信用金庫。
- 1992年－三和銀行合併了東洋信用金庫。
- 1993年－三菱銀行合併了組合。
- 1995年－東海銀行另設立了東海信託銀行。
- 1995年－三和銀行另設立了三和信託銀行。
- 1995年－大阪信用組合破產。東海銀行決定承接大阪信用組合之不良債權以外的所有業務。於1997年概括承受其業務。
- 1996年－三菱銀行與東京銀行進行合併，成為株式會社東京三菱銀行。
- 1999年－東洋信託銀行與三和信託銀行進行合併。
- 2001年－東京三菱銀行與日本信託銀行及三菱信託銀行，共同以透過股份移轉方式而設立了株式會社三菱東京金融集團（MTFG），並歸於旗下成為完全子公司。
- 2002年－三和銀行與東海銀行進行合併，成為株式會社日聯銀行（UFJ銀行）。
- 2004年－東京三菱銀行成為DC卡之發卡銀行，並開辦二合一之晶片金融信用卡，並在日本國內首創內含有手掌靜脈辨識功能之金融卡（此種卡片之發行，成為日本國內都市銀行之首例）。
- 2005年－三菱東京金融集團和日聯金融集團，合併為「株式會社三菱日聯金融集團」。東京三菱銀行與日聯銀行則分設於該集團旗下。
- 2006年－東京三菱銀行與日聯銀行進行合併，成為株式會社三菱東京日聯銀行。
- 2007年6月30日－三菱东京日联银行(中国)有限公司成立。
- 2012年12月26日－三菱东京日联银行斥約58億港元入股越南第二大上市银行越南工商銀行（VietinBank VN-CTG）兩成股權
- 2013年7月3日－三菱东京日联银行决定最高以5,600亿日圆（合56.1亿美元）收购泰国大城银行75%股权，创始者叻达那叻家族则同意保留在大城银行25%的股权[3]。
- 2015年1月5日－三菱东京日联银行曼谷分行5日正式吸收合并泰国大城银行。这是日本的银行首次把亚洲其他国家的大型银行纳入旗下，合并后的贷款余额规模在泰国位列第五[4]。
- 2016年1月15日 - 三菱东京日联银行向菲律賓信安銀行（Security Bank）出資約1,000億日元，獲得約20%的股份
- 2018年4月1日 - 因业务发展需要，三菱东京日联银行更名为三菱日联银行。[5]

## 外部連結
- . （原始内容存档于2022-11-01）.
- .   [2012-11-12]. （原始内容存档于2014-03-13）.
- . （原始内容存档于2022-11-15）.